# أم دم بطينية

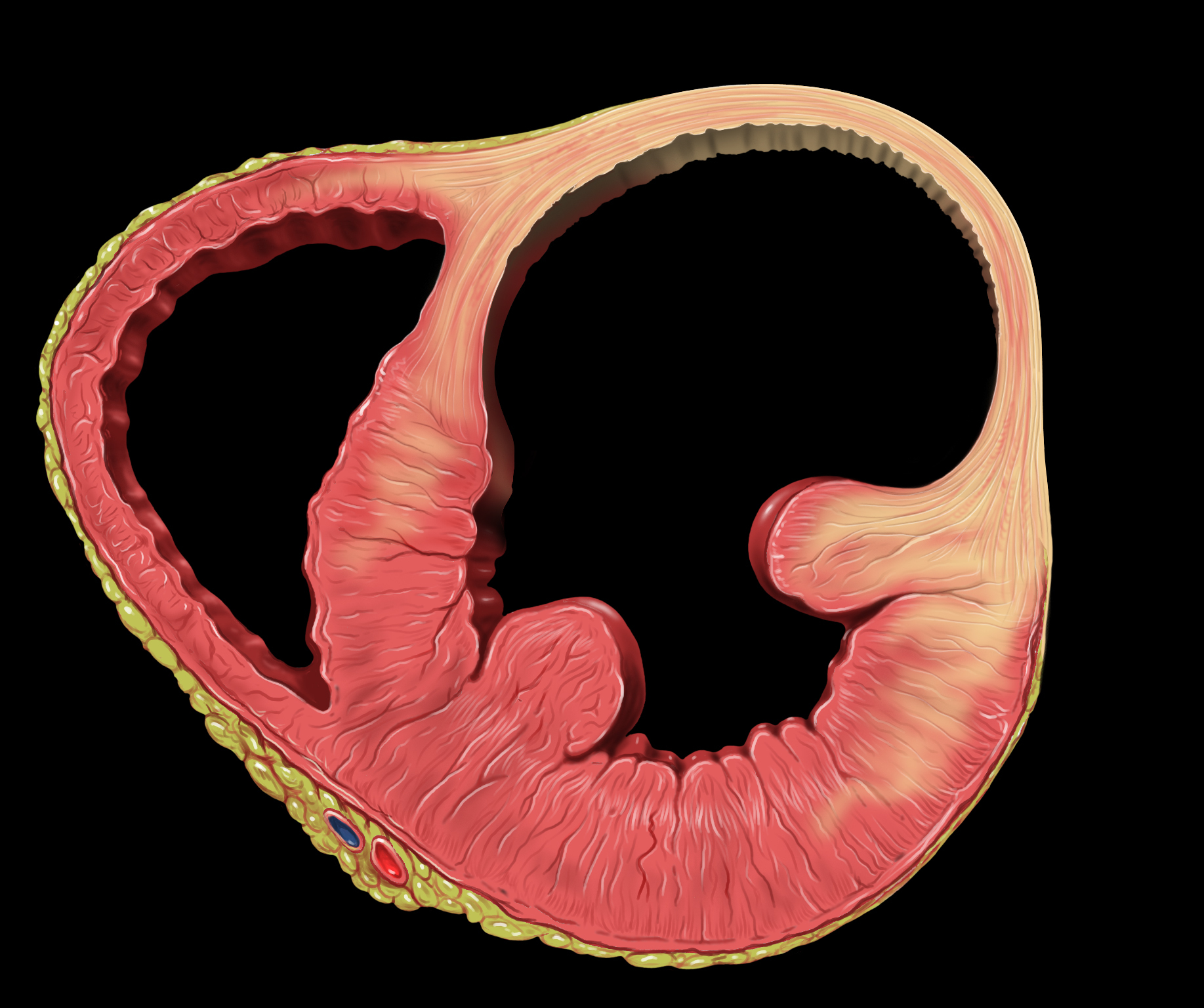
أم دم بطينية

أم الدم البطينية هي واحدة من العديد من المضاعفات التي قد تحدث بعد النوبة القلبية. تشير كلمة أم الدم البطينية إلى انتفاخ أو تجويف ضمن جدار أو بطانة الأوعية الذي يحدث بشكل شائع في الأوعية الدموية داخل الشريان الأبهر. في القلب، تنشأ عادةً من مكان ضعيف من الأنسجة في جدار البطين ثم تتضخم وتتحول إلى فقاعة مليئة بالدم، وهذا بدوره قد يسد الطرق المؤدية إلى خارج القلب، ما يؤدي إلى إعاقة شديدة في تدفق الدم إلى الجسم. يمكن أن تكون أم الدم البطينية قاتلة.

## الأعراض والعلامات
عادةً ما تنمو أم الدم البطينية بوتيرة بطيئة جدًا، ولكنها مع ذلك من الممكن أن تسبب مشاكل. عادةً ما ينمو هذا النوع من أمهات الدم في البطين الأيسر، وتكون لديها القدرة على منع تدفق الدم إلى باقي الجسم، وبالتالي الحد من قدرة المريض على التحمل. في حالات أخرى، قد تتمزق أم الدم البطينية الكاذبة، ما يؤدي أحيانًا إلى وفاة المريض. أيضًا، قد تتشكل جلطات دموية داخل أمهات الدم وتشكل انسدادًا. إذا تحركت هذه الجلطة فقد تتوجه إلى الدورة الدموية في جميع أنحاء الجسم، أما إذا علقت داخل وعاء دموي، فقد تسبب نقصًا في تروية أحد الأطراف، وهي حالة مؤلمة يمكن أن تؤدي إلى تقليل الحركة وموت الأنسجة في الطرف.
بدلاً من ذلك، إذا كانت الجلطة تمنع وصول الدم من أحد الأوعية الدموية إلى الدماغ، فيمكن أن تسبب سكتة دماغية. في بعض الحالات، تسبب أم الدم البطينية فشل البطين أو اضطراب نظم القلب. تعد المعالجة في هذه المرحلة ضرورية.

## الأسباب
عادةً ما تكون أم الدم البطينية من المضاعفات الناتجة عن النوبة القلبية. عندما تموت عضلة القلب جزئيًا أثناء نوبة قلبية، فقد تنجو طبقة من العضلات، وعند ضعفها الشديد، تبدأ في التحول إلى أم دم.

## التشخيص
عندما يزور شخص ما المستشفى أو الطبيب مصابًا بأعراض أخرى، خاصةً مع وجود تاريخ من مشاكل القلب، فعادةً ما يُطلب منهم الخضوع لتخطيط القلب الكهربائي، والذي يراقب النشاط الكهربائي داخل القلب ويظهر التشوهات في حال وجود أم الدم. يمكن أن تظهر أيضًا على شكل انتفاخ في الأشعة السينية للصدر، وبعد ذلك يُجرى تشخيص أكثر دقة باستخدام مخطط صدى القلب، الذي يستخدم الأمواج فوق الصوتية لتصوير عمل القلب أثناء ضخ الدم.

### التشخيص التفريقي
يجب أن تُفرق عن أم الدم البطينية الكاذبة وأم الدم البطينية في الشريان التاجي أو تمزق العضلة القلبية (المتضمن ثقبًا في الجدار، وليس مجرد انتفاخ).

### رتج القلب
رتج القلب أو رتج البطين يُعرَّف بأنه تشوه خلقي في الجزء الليفي أو العضلي من القلب والذي يظهر فقط أثناء تصوير الصدر بالأشعة السينية أو أثناء قراءة مخطط صدى القلب. لا ينبغي الخلط بينه وبين رتج البطين، الذي عادةً ما يكون بدون أعراض ولا يُكتشف إلا باستخدام التصوير. يتميز الرتج الليفي بحدوث التكلس إذا كان موجودًا عند الطرف (القمة) أو الجلطة التي قد تنفصل لتشكل صمة. يوضع التشخيص عادة عن طريق تصوير الصدر بالأشعة السينية ويمكن رؤية ظل أسود حول القلب. تقدم قراءة مخطط صدى القلب صورة مشابهة لأم الدم البطينية على المقطع إس تي. تعتمد المعالجة على مدى تقدم المرض وخطورة الحالة. عادةً، يُنصح بالاستئصال الجراحي فقط في حالات ما قبل الولادة، بسبب إمكانية الاختلاط مع تشوهات قلبية أخرى، خاصة في الثلث الأخير من الحمل، لكن يعد بزل التامور تقنية مفيدة لتقليل الانصباب الجنبي والاضطرابات الثانوية.

## التدبير
يعيش بعض الأشخاص مع هذا النوع من أمهات الدم البطينية لسنوات عديدة دون أي علاج محدد. يقتصر العلاج لهذا الخلل في القلب على الجراحة (استئصال جزئي للبطين). ومع ذلك، فإن الجراحة ليست مطلوبة في معظم الحالات، ولكن يُنصح بالحد من مستويات النشاط البدني للمريض لتقليل خطر زيادة أم الدم. أيضًا، يبدو أن مثبطات الإنزيم المحول للأنجيوتنسين تمنع إعادة تشكيل البطين الأيسر وتكوين أم الدم.
يمكن إعطاء مميعات الدم للمساعدة في تقليل احتمالية تشكل الجلطات، إلى جانب استخدام الأدوية لتصحيح نظم القلب غير المنتظم (الذي يظهر في تخطيط القلب الكهربائي).